# Robert Westerholt
Robert Jaap Westerholt (ur. 2 stycznia 1975 w Waddinxveen) – holenderski muzyk. Założyciel i gitarzysta zespołu metalu symfonicznego Within Temptation. Początkowo w grupie występował wraz z młodszym bratem Martijnem, który grał na instrumentach klawiszowych.
Razem z wokalistką zespołu Sharon den Adel, są rodzicami Evy Luny (ur. 7 grudnia 2005), Robina Aidena (ur. 1 czerwca 2009) oraz Logana Arwina (ur. 30 marca 2011). W 2011 roku Westerholt zrezygnował z występów scenicznych wraz z Within Temptation ze względów rodzinnych. Również w 2011 roku zadebiutował jako kierowca wyścigowy w pucharze GTC Renova M3 w Zandvoort. Karierę zakończył w 2013 roku ukończywszy dwadzieścia pięć wyścigów, dziesięciokrotnie stając na podium. 

## Dyskografia
- Ayreon - Into the Electric Castle (1998, Transmission Records, gościnnie)[9]

## Filmografia
- "Lie Detector" (jako kelner, 2012, film fabularny, reżyseria: Scott Forslund)